# SiteGround
SiteGround 是一家網頁主機供應公司，於 2004 年在保加利亞索菲亞成立。截至 2023 年 4 月，它為全球超過 3,000,000 個網域提供主機託管。該公司提供共享主機（Shared hosting）、雲端主機（Cloud hosting）、企業解決方案、 電子郵件主機（E-Mail hosting）, 以及網域名稱註冊。在2019年，公司員工人數約500人。 該公司在索菲亞、普羅夫迪夫、舊扎戈拉和馬德里設有辦公室。

## 歷史
SiteGround 於 2004 年由幾位大學朋友在索菲亞創立。2015 年 1 月，Joomla 與 SiteGround 合作，提供在 Joomla.com 上託管的免費網站。

## 伺服器基礎設施和設置
據該公司網站顯示，2023年5月，其在美國、荷蘭、英國、德國、法國、西班牙、澳大利亞和新加坡8個國家擁有11個資料中心。 SiteGround 在其伺服器上運行 CentOS、Apache、Nginx、MySQL、PHP、WHM 及其內部開發的控制面板。 2020年，SiteGround將其所有網域遷移到Google Cloud，所有資料都儲存在Google的SSD持久性儲存上。

## 產品與服務
SiteGround 為 WordPress、Joomla、Magento、Drupal、PrestaShop 和 WooCommerce 網站提供網站主機服務。還具有 Weebly 連接器。 2020 年 9 月 18 日，PCMag.com 的評論讚揚了 SiteGround 強大的正常運行時間和客戶支持，但在 2021 年和 2022 年大幅漲價之前，總體評分為 3.5/5。

## 外部連結
- 官方网站